# Lipotriches rugicollis
Lipotriches rugicollis är en biart som först beskrevs av Heinrich Friese 1930.  Lipotriches rugicollis ingår i släktet Lipotriches och familjen vägbin. Inga underarter finns listade i Catalogue of Life.